# Joakim Wohlfeil
Hans Joakim Wohlfeil, född 28 oktober 1963 i Eds församling i Stockholms län, är en svensk debattör inom freds- och rättvisefrågor. Han arbetar med internationella konflikter på biståndsorganisationen Diakonia. Han har också varit ordförande för SweFOR/Kristna Fredsrörelsen.
Under 90-talet arbetade han som sakkunnig på rasism och diskrimineringsfrågor inom regeringskanslierna och blev där tillsammans med Dogge Doggelito, Alexandra Pascalidou och Michael Alonzo framträdande i den svenska delen av Europarådets Antirasismkampanj "Alla Olika Alla Lika", som i Sverige också gick under namnet "Ungdom mot rasism (UMR)". 1996 blev han den förste generalsekreteraren för Ungdom mot rasism och har stått bakom flera satsningar mot rasism, antisemitism och främlingsfientlighet.
Sedan 2014 är Wohlfeil vice ordförande i det europeiska Centralafrika-nätverket EURAC (Réseau européen pour l’Afrique centrale) som arbetar med frågor kring säkerhet, demokrati och naturresurser i Stora-sjö-området i Centralafrika. Han var 2016-2018 även del i styrgruppen för uppstarten av EPRM (European partnership for responsible minerals), som är en stödfunktion för EU:s reglering av spårbarhet och handel med konfliktmineral.

## Texter (urval)
- Februari 2008 – Illegal Ground, Svenska företag på ockuperat land
- Oktober 2008 – Risky Business, om gruvdrift i centralafrika
- Juni 2012 – A lot of Gold, a lot of trouble, om guldindustrin i nordöstra Kongo-Kinshasa
- 2013 – Sällström, Johanna; Nilsson Per-Ulf, Wohlfeil Joakim (2013). Med vilken rätt?: om Israels ockupation, mänskliga rättigheter och krigets lagar ([Ny utg.]). Bromma: Diakonia. Libris 16014952